# Миноносцы типа «Улучшенный Батум»
Миноносцы типа «Улучшенный Батум» — тип миноносцев Российского императорского флота. Всего построено четыре единицы, предназначенных для службы на Чёрном море.

## Строительство
В декабре 1882 года Морским техническим комитетом по распоряжению управляющего Морским министерством вице-адмирала И. А. Шестакова было выдано задание на строительство сразу четырёх миноносцев типа «Улучшенный Батум» водоизмещением в 65 — 70 тонн. Заказ разместили в четырёх разных фирмах: английской «Торникрофт» и французских «Форже э Шантье Медитеране», «Норман» и «Клапаред». Таким образом, русское Морское министерство рассчитывало получить образцы последних достижений в области технологии судостроения.
Строительство миноносцев «Геленджик» и «Гагры» на заводах «Форж э Шантье» в Тулоне и «Клапаред» в Сен-Дени близ Парижа затянулось. Из-за многочисленных дефектов на них пришлось менять котлы, и все равно их испытания сопровождались постоянными поломками. Миноносцы оказались перегруженными (водоизмещение «Геленджика» — 71 тонн, «Гагры» — 78 тонн) и более тихоходными по сравнению с другими миноносцами данного типа. Эти два миноносца пополнили Черноморский флот с опозданием в полгода.

## Список миноносцев
| Название    | Завод изготовитель | Закладка | Спуск на воду | Вступление в строй | Судьба                                                                 |
| ----------- | ------------------ | -------- | ------------- | ------------------ | ---------------------------------------------------------------------- |
| «Сухум»     | «Торникрофт»       | 1883     | 1883          | сентябрь 1883      | Исключён из списков флота 2 ноября 1907 и вскоре разделан на металл    |
| «Геленджик» | «Форж э Шантье»    | 1883     | 1883          | март 1884          | Сдан на слом в 1923, исключён из списков флота 21 ноября 1925          |
| «Поти»      | «Норман»           | 1883     | 1883          | сентябрь 1883      | Сдан на слом 29 октября 1923, исключён из списков флота 21 ноября 1925 |
| «Гагры»     | «Клапаред»         | 1883     | 1883          | март 1884          | Исключён из списков флота 2 ноября 1907 и вскоре сдан на слом          |